# Kashima Antlers 2009
Questa voce raccoglie le informazioni riguardanti il Kashima Antlers nelle competizioni ufficiali della stagione 2009.

## Maglie e sponsor
Vengono confermate tutte le divise della stagione precedente, prodotte dalla Nike e con lo sponsor Tostem.
|  | Manica sinistra · Manica sinistra · Maglietta · Maglietta · Manica destra · Manica destra · Pantaloncini · Calzettoni |  | Manica sinistra · Maglietta · Manica destra · Pantaloncini · Calzettoni |  |

## Rosa
| N. |                     | Ruolo | Calciatore       |
| -- | ------------------- | ----- | ---------------- |
| 1  | Giappone (bandiera) | P     | Hideaki Ozawa    |
| 2  | Giappone (bandiera) | D     | Atsuto Uchida    |
| 3  | Giappone (bandiera) | D     | Daiki Iwamasa    |
| 4  | Giappone (bandiera) | D     | Gō Ōiwa          |
| 6  | Giappone (bandiera) | C     | Kōji Nakata      |
| 7  | Giappone (bandiera) | D     | Tōru Araiba      |
| 8  | Giappone (bandiera) | C     | Takuya Nozawa    |
| 9  | Giappone (bandiera) | A     | Yūzō Tashiro     |
| 10 | Giappone (bandiera) | C     | Masashi Motoyama |
| 11 | Brasile (bandiera)  | C     | Danilo           |
| 13 | Giappone (bandiera) | A     | Shinzō Kōroki    |
| 14 | Giappone (bandiera) | C     | Chikashi Masuda  |
| 15 | Giappone (bandiera) | C     | Takeshi Aoki     |
| 17 | Giappone (bandiera) | A     | Ryūta Sasaki     |
| 18 | Brasile (bandiera)  | A     | Marquinhos       |
| 19 | Giappone (bandiera) | D     | Masahiko Inoha   |

| N. |                          | Ruolo | Calciatore          |
| -- | ------------------------ | ----- | ------------------- |
| 20 | Giappone (bandiera)      | C     | Shuto Suzuki        |
| 21 | Giappone (bandiera)      | P     | Hitoshi Sogahata    |
| 23 | Giappone (bandiera)      | C     | Yuji Funayama       |
| 24 | Giappone (bandiera)      | D     | Takefumi Toma       |
| 25 | Giappone (bandiera)      | C     | Yasushi Endō        |
| 26 | Giappone (bandiera)      | C     | Kenji Koyano        |
| 27 | Giappone (bandiera)      | D     | Kenta Kasai         |
| 28 | Giappone (bandiera)      | P     | Shinichiro Kawamata |
| 29 | Giappone (bandiera)      | P     | Tetsu Sugiyama      |
| 30 | Giappone (bandiera)      | C     | Hiroyuki Omichi     |
| 31 | Giappone (bandiera)      | D     | Keita Goto          |
| 32 | Giappone (bandiera)      | D     | Tomohiko Miyazaki   |
| 33 | Giappone (bandiera)      | C     | Daichi Kawashima    |
| 34 | Giappone (bandiera)      | A     | Yūya Ōsako          |
| 35 | Corea del Sud (bandiera) | C     | Park Joo-Ho         |
| 40 | Giappone (bandiera)      | C     | Mitsuo Ogasawara    |

## Statistiche

### Statistiche di squadra
| Competizione           | Punti | Totale | Totale | Totale | Totale | Totale | Totale | DR  |
| Competizione           | Punti | G      | V      | N      | P      | Gf     | Gs     | DR  |
| ---------------------- | ----- | ------ | ------ | ------ | ------ | ------ | ------ | --- |
| J. League Division 1   | 66    | 34     | 20     | 6      | 8      | 51     | 30     | +21 |
| Coppa Yamazaki Nabisco | -     | 2      | 0      | 0      | 2      | 1      | 3      | -2  |
| Coppa dell'Imperatore  | -     | 4      | 3      | 0      | 1      | 7      | 3      | +4  |
| AFC Champions League   | -     | 7      | 4      | 2      | 1      | 18     | 8      | +10 |
| Totale                 | -     | 47     | 27     | 8      | 12     | 77     | 44     | +33 |

### Statistiche dei giocatori
| Giocatore  | J. League | J. League |
| Giocatore  | Presenze  | Reti      |
| ---------- | --------- | --------- |
| Aoki       | 33        | -         |
| Araiba     | 29        | -         |
| Danilo     | 23        | 2         |
| Endo       | 2         | -         |
| Inoha      | 30        | 1         |
| Iwamasa    | 33        | 4         |
| Koroki     | 32        | 12        |
| Marquinhos | 31        | 13        |
| Masuda     | 17        | -         |
| Motoyama   | 27        | 2         |
| Nakata     | 22        | 1         |
| Nozawa     | 33        | 7         |
| Ogasawara  | 32        | 3         |
| Oiwa       | 6         | -         |
| Osako      | 22        | 3         |
| Park       | 19        | -         |
| Sasaki     | 4         | 1         |
| Sogahata   | 34        | -         |
| Tashiro    | 16        | 2         |
| Uchida     | 31        | 0         |